# Earl Blumenauer
Earl Blumenauer (Portland, 16 agosto 1948) è un politico e avvocato statunitense, membro della Camera dei Rappresentanti per lo stato dell'Oregon dal 1996 al 2025.
Dopo gli studi in scienze politiche e la laurea in legge, negli anni settanta Blumenauer entrò in politica come membro della Camera dei Rappresentanti dell'Oregon. Successivamente fu eletto nel consiglio comunale di Portland, dove rimase fino al 1996. Nel 1992 aveva tentato l'elezione a sindaco, ma era stato battuto dalla compagna di partito Vera Katz.
Nel 1996 il deputato Ron Wyden fu eletto senatore e così si tennero delle elezioni suppletive per determinare il suo successore. Blumenauer si candidò e vinse con il 69% dei voti. Negli anni a seguire fu sempre rieletto con ampio consenso.
Politicamente Blumenauer è di vedute progressista: è infatti un membro del Congressional Progressive Caucus. È un forte sostenitore dell'Organizzazione Mondiale del Commercio ed inoltre ha particolarmente a cuore le tematiche ambientali; ha più volte promosso metodi di trasporto ecosostenibili come ad esempio l'uso della bicicletta.